# Arcano da Sansepolcro
Arcano da Sansepolcro (... – Sansepolcro, X secolo) è stato un pellegrino ed eremita, venerato come santo dalla Chiesa cattolica.

## La tradizione locale
I santi Egidio e Arcano sono venerati come fondatori della città di Sansepolcro e per questo sono stati oggetto di un culto civico per tutto il medioevo e l'età moderna. Pur non essendo patroni della città, i santi Egidio e Arcano sono assurti a elemento identificativo del Borgo e dei suoi abitanti. Per questo motivo la festa cittadina veniva celebrata in passato il giorno 1º settembre e non il 27 dicembre, festa del patrono san Giovanni Evangelista.

Così, nel 1418 Francesco Largi, aprendo il registro dell'amministrazione del Comune di Sansepolcro, narra il mito delle origini della città: 
Nei secoli seguenti il racconto della vita dei santi Arcano ed Egidio si articola ulteriormente e si arricchisce di particolari narrativi. Così, nel 1758, Francesco Giuseppe Pignani ricostruisce e narra la morte di sant'Arcano:
Un giorno adunque vicino alla sua morte, presente il suo fedel compagno Egidio che mai lo abbandonò, rivolgendosi al suo successore d. Isaja ed alli magnati del luogo che con lagrime e divozione gli stavano d’intorno, proruppe doppo molti singulti e lagrime in questi non so se io dica ricordi o profetiche parole, che indi si avverarono per testimonio di chi ciò scrisse: “Figliuoli miei dilettissimi, per comandamento dello altissimo Iddio sono chiamato al giudizio, confidato nella sua gran divina bontà allegro ne vado e da parte di quello io vi esorto ed amonisco che onoriate doppo lui ed i santi suoi l’antistite vostro suddetto Isaja ed i suoi successori e che continuamente e con gran divozione rendiate il douto onore alle ss. reliquie, le quali egli per me maravigliosamente qui collocò e sempre abbiate divozione al s. sepolcro e fra di voi figliuoli, che di novo partorisco, siate in fraterna e santa carità guardandovi bene dalli signori circonvicini non vi accostando mai a loro, ma siate fra di voi saldi perché questo luogo sarà lungo tempo grazioso e pacifico sino a tanto che i vostri discendenti, scordati affatto delle mie amonizioni, degenereranno e che gli odj ed i rancori destino guerre civili e l’invidioso desideri di avere insieme collo appetito di dominare susciteransi. Nondimeno questo ho io impetrato dal cielo, che i violatori del vostro pacifico stato ed i ladroni dei vostri beni non lungo tempo di quelli goderanno, né meno anderanno in lungo, perché quello che tre giorni giacque nel sepolcro voi ed il vostro Borgo diffenderà, del quale uscirà, uscirà dico un uomo non creduto, ma temuto e pieno di fede cristiana che annunziarà cose propizie e combatterà per il sepolcro di Cristo, predicando la via della verità con parole, e segni non senza esempio” (le di cui ultime postillate e profetiche parole pronunziate finora con gran spirito dal santo moribondo Arcano, da chi ciò scrisse vengono interpretate che nei giorni ultimi del mondo uno di nostra patria ripieno di Spirito, valore e dottrina combatterà per la ricuperazione del s. sepolcro di Gerusalemme, venendo con ciò anche inferito da qui che detta nostra patria debba durare fino alla fine del mondo a cui diamo quella pia credenza che davagli l’erudito lettore ed in fine il s. uomo dando l’ultimo addio a tutti i circostanti rendendo l’anima al suo creatore il dì primo di settembre circa l’anno 960, cambiando la vita temporale in eterna con sommo dolore di tutto il popolo che inconsolabile visse molto tempo per sí gran perdita del suo caro ed amato fondatore.
Gli furono fatte dai Borghesi con solenne pompa l’esequie ed a stuoli vi concorsero al riferir delli antichi nostri scrittori i popoli circonvicini, allo annunzio che era morto il santo, e tanta fu la moltitudine che per tre giorni fu impedito da questa il darli sepoltura e tanta e grande fu la fede e la divozione che avevano verso il gran santo che gli tagliorno fino la propria veste. Grandi invero furono i prodigii che Iddio operò per suo mezzo, come sta registrato nella sua vita.
Dal santo suo compagno Egidio con molta divozione gli fu data sepoltura nello stesso oratorio del s. Sepolcro, dedicato al glorioso s. Leonardo confessore, che unitamente fecero edificare, e rimasto privo di sì segnalato uomo, che come padre teneva e venerava, di lì a molti giorni si partì di qui ritornando in Calaroga, sua patria in Spagna, ma secondo altri in Arcadia da dove dicono fosse ancor esso, e rachiusosi in un monastero di santi monaci, di cui varie sono le oppinioni, asserendo chi di s. Basilio, chi di s. Agostino e chi di
s. Benedetto, vivendo con molta esemplarità ed osservanza in un poco doppo eletto abbate, visse santamente fino all’ultimo di sua vita. Notasi dal Ferrario di questi due santi nel suo catalogo generale di tutti i santi italiani, sono al primo di settembre con queste parole: “Burgi S. Sepulcri in Umbria, bb. Arcani et Egidii eremitarum”.»

## Agiografia e culto
Una tradizione, documentata dal XIII secolo, messa in forma pittorica nel 1380 e redatta in forma scritta a partire dal 1418, lo indica come fondatore di un oratorio, diventato poi abbazia, nella località Noceati, nella Diocesi di Città di Castello all'inizio dell'XI secolo, insieme al compagno Egidio.
Il culto si sviluppa prevalentemente a Sansepolcro, dove ha il suo centro nella Basilica Cattedrale. Qui, tra i secoli XIV e XVI, l'uso del nome Arcano è abbastanza diffuso, specialmente tra i nati attorno al 1º settembre, giorno della memoria del santo.
Il 14 luglio 2012 al nome suo, e a quello del compagno Egidio è stato intitolato il largo retrostante l'abside della Basilica Cattedrale di Sansepolcro.

### Iconografia
I santi Egidio e Arcano sono sempre raffigurati insieme, o nella stessa pittura o in parti diverse dello stesso polittico o altra opera. Andato perduto il ciclo di affreschi con episodi della loro vita realizzato nel 1380 nell'abbazia di Sanspolcro (l'odierna cattedrale), attualmente si conoscono le seguenti immagini:
- Polittico della Misericordia di Piero della Francesca (1445-1461, Museo Civico di Sansepolcro);
- Trittico dei santi Pietro e Paolo di Matteo di Giovanni (1465 circa, Museo Civico di Sansepolcro);
- Placca della cintura del Volto Santo (incisione su argento del XV secolo, Museo Civico di Sansepolcro);
- Portale principale della Basilica Cattedrale di Sansepolcro (tra 1480 e 1509);
- Affresco raffigurante la Madonna con il bambino tra i santi Giovanni Battista, Giovanni Evangelista, Arcano ed Egidio (prima metà sec. XV, Museo Civico di Sansepolcro, proveniente dal Palazzo Pretorio);
- Lunette raffiguranti i due santi, opera di Federico Zoi (sec. XVII, Museo Civico di Sansepolcro);
- Lunette raffiguranti i due santi, opera di Corrado Coanducci (1903, sacrestia della Basilica Cattedrale di Sansepolcro);
- Croce pettorale del vescovo Giacomo Babini, opera di Pietro Giovanni Bini (1987).
- Croce pettorale del cardinale Gualtiero Bassetti (1999));
- Croce pettorale dell'arcivescovo Riccardo Fontana (2009).

Vanno ricordate anche due statuette del XVI secolo trafugate dalla cappella di San Leonardo il 19 giugno 1971[7].